# 스튜어트 J. 러셀
스튜어트 J. 러셀(Stuart J. Russell, 본명: 스튜어트 조나단 러셀, Stuart Jonathan Russell, OBE, 1962년 출생)는 인공지능(AI)에 기여한 것으로 알려진 영국의 컴퓨터 과학자이다. 캘리포니아 대학교 버클리의 컴퓨터 과학 교수이며, 2008년부터 2011년까지 캘리포니아 대학교 샌프란시스코의 신경외과 겸임 교수를 역임했다. 캘리포니아 대학교 버클리에서 스미스-자데(Smith-Zadeh) 엔지니어링 석좌교수를 맡고 있다. 그는 UC 버클리에서 CHAI(Center for Human-Compatible Artificial Intelligence, 인간 호환 인공지능 센터)를 설립하고 이끌고 있다.